# Hornsey
Hornsey – dzielnica Londynu leżąca w gminie London Borough of Haringey. W 2011 liczyła 12659 mieszkańców.